# Romansa Tri kraljevstva
Romansa Tri kraljevstva (kineski: 三国演义; pinjin: Sānguó Yǎnyì) istorijski je roman iz 14. veka, za čije autorstvo se zasluge pridaju Luo Guandžungu. On je postavljen u burnim godinama pred kraj dinastije Han i razdoblje Tri kraljevstva u kineskoj istoriji, počevši od 169. AD i završavajući se ponovnim ujedinjenjem zemlje 280. godine.
Priča koja je delom istorijska, delom legenda, a delom mitska, romantizuje i dramatizuje živote feudalnih gospodara i njihovih podanika, koji su pokušali da zamene oslabljenu dinastiju Han ili da je obnove. Dok roman prati stotine likova, fokus je uglavnom na tri bloka moći koji su nastali iz ostataka dinastije Han, i koji su na kraju formirali tri države Cao Vej, Šu Han i Istočni Vu. U romanu se govori o zapletima, ličnim i vojnim borbama, intrigama i borbama ovih država da ostvare prevlast tokom skoro 100 godina.
Romansa Tri kraljevstva priznata je kao jedan od četiri velika klasična romana kineske književnosti; ima ukupno 800.000 reči i gotovo hiljadu dramskih likova (uglavnom istorijskih) u 120 poglavlja. Roman spada među najomiljenija dela književnosti u Istočnoj Aziji, a njegov književni uticaj u tom regionu upoređivan je sa delima Šekspira o engleskoj književnosti. To je nesumnjivo najčitaniji istorijski roman u kasnoj carskoj i modernoj Kini.

## Pregled
Prema Endru H. Plaksu, priče o herojima Tri kraljevstva bile su osnova zabave koja potiče iz dinastija Suej i Tang. Plaks takođe napominje, „Do vremena Sunga, nekoliko savremeničkih izveštaja obaveštava nas da su postojali profesionalni usmeni pripovedači koji su se specijalizovali za ciklus junaka Tri kraljevstva”. Najraniji pisani rad koji je kombinovao ove priče bio je pinghua, Sanguodži Pinghua (uprošćeni kineski: 三国志平话; tradicionalni kineski: 三國志平話; pinjin: Sānguózhì Pínghuà; doslovno: "Priča o Zapisima Tri kraljevstva"), objavljena između 1321 i 1323.

### Proširenje istorije
Romansa Tri kraljevstva tradicionalno se pripisuje Luu Guandžungu, dramatičaru, koji je živeo negde između 1315. i 1400. (od kasnog doba Juena do ranog Ming perioda) poznatog po sastavljanju istorijskih predstava u stilovima koji su preovlađivali u doba Juana. Roman je prvi put štampan 1522. godine kao Sanguodži Tungsu Jenji (三國志通俗演義/三国志通俗演义) u izdanju koje je možda sadržalo pogrešan datum predgovora, 1494. Moguće je da je tekst bio cirkulisan pre bilo kog od tih datuma u vidu rukopisa.
U svakom slučaju, bez obzira na to da li se radi o ranijem ili kasnijem datumu pisanja, i bez obzira da li je Luo Guandžungu odgovoran ili ne, autor je koristio dostupne istorijske zapise, uključujući Zapise o Tri kraljevstva koje je sastavio Čen Šou, a koji su pokrivali događaje od Pobune Žutih turbana 184. do ujedinjenja Tri kraljevstva pod dinastijom Đin 280. U romanu su takođe sadržani materijali iz pesničkih dela dinastije Tang, opere iz dinastije Juen i njegovo lično tumačenje elemenata kao što su vrlina i legitimitet. Autor je ovo istorijsko znanje kombinovao sa svojim talentom pripovedanja kako bi stvorio bogatu tapiseriju ličnosti.

### Recenzije i standardizovani tekst
Danas postoji nekoliko verzija proširenog Sanguodžija. Verzija Luo Guandžunga u 24 sveske, poznata kao Sanguodži Tongsu Janji, sada se čuva u Šangajskoj biblioteci u Kini, Centralnoj biblioteci Tenri u Japanu i nekoliko drugih glavnih biblioteka. U bibliotekama širom sveta čuvaju se i različita revidirana izdanja sa 10-tomova, 12-tomova i 20-tomova, koja su prikazi Luovog teksta, napravljeni između 1522. i 1690, godine. Međutim, standardni tekst koji je poznat opštim čitaocima je recenzija koji su uradili Mao Lun i njegov sin Mao Cunggang.
Tokom 1660-ih, za vreme vladavine cara Kansi iz dinastije Đing, Mao Lun i Mao Cunggang su značajno izmenili tekst, uklopivši ga u 120 poglavlja, a naslov su skratili na Sanguodži Janji. Tekst je smanjen sa 900.000 na 750.000 karaktera; izvršeno je značajno editovanje radi narativnog toka; smanjena je upotreba pesama treće strane i napravljen je prelaz sa konvencionalnih stihova na finije komade; i većina odlomaka u kojima se hvale Cao Caovi savetnici i generali je uklonjena. Naučnici su dugo raspravljaji o tome je li gledište Maovih bilo anti-Ćingovsko (identifikujući ostatke Južnog Minga sa Šu-Hanom) ili pro-Ćingovsko.
Čuvene uvodne linije romana, „Carstvo, dugo podeljeno, mora se ujediniti; dugo ujedinjeno, mora se podeliti. Tako je uvek bilo” (话说天下大势．分久必合，合久必分), dugo se
smatralo da je Luov uvod i ciklična filozofija, koju su Maovi zapravo dodali u svom suštinski revidiranom izdanju iz 1679. godine. Nijedno od ranijih izdanja nije sadržavalo ovu frazu. Pored toga, Maovi su dodali u roman Jang Šenovu poznatu uvodnu poemu „Besmrtni pored reke” (koja je počinjala sa „Šikljajuće vode reke Jangcekjang sručuju se i nestaju na Istoku”) (滚滚长江东逝水). Štaviše, ranija izdanja provode manje vremena na procesu podele, što im je bilo bolno, a mnogo više vremena na procesu ponovnog ujedinjenja i borbama heroja, koji su se za to žrtvovali.

## Prevodi
Ova knjiga je prevedena na mandžuški kao ᡳᠯᠠᠨ
ᡤᡠᡵᡠᠨ
 ᡳ
ᠪᡳᡨᡥᡝ : ilan gurun-i bithe. Tokom dinastije Đing, kineski vojni priručnici su s nestrpljenjem prevedeni na mandžurski, koji su takođe dodati vojnim sadržajima u Romansi Tri kraljevstva.

## Literatura
- Luo, Guanzhong, attributed to, translated from the Chinese with afterword and notes by Moss Roberts (1991). Three Kingdoms: A Historical Novel. Berkeley; Beijing: University of California Press; Foreign Languages Press. ISBN 9780520068216.
- Hsia, Chih-tsing,"The Romance of the Three Kingdoms," in The Classic Chinese Novel: A Critical Introduction (1968) rpr. Cornell East Asia Series. Ithaca, N.Y.: East Asia Program, Cornell University, 1996.
- Luo, Guanzhong (2002) [1925]. Romance of the Three Kingdoms. 1. English translation by Charles H. Brewitt-Taylor, Introduction by Robert E. Hegel. Singapore: Tuttle Publishing. ISBN 9780804834674.
- Luo, Guanzhong (2002) [1925]. Romance of the Three Kingdoms. 2. English translation by Charles H. Brewitt-Taylor, Introduction by Robert E. Hegel. Singapore: Tuttle Publishing. ISBN 9780804834681.
- Luo, Guanzhong (2006). Three Kingdoms. English translation by Moss Roberts, Introduction by Shi Changyu. Beijing: Foreign Language Press. ISBN 978-7-119-00590-4.
- Li Chengli (2008). Romance of the Three Kingdoms (illustrated in English and Chinese). ISBN 978-981-229-491-3.. Asiapac Books.
- Besio, Kimberly Ann and Constantine Tung, eds. (2007). Three Kingdoms and Chinese Culture. Albany: State University of New York Press. ISBN 9780791470114.. Essays on this novel's literary aspects, use of history, and in contemporary popular culture.
- Luo, Guanzhong (2014). The Three Kingdoms. 1. English translation by Yu Sumei, Edited by Ronald C. Iverson. Singapore: Tuttle Publishing. ISBN 9780804843935.
- Luo, Guanzhong (2014). The Three Kingdoms. 2. English translation by Yu Sumei, Edited by Ronald C. Iverson. Singapore: Tuttle Publishing. ISBN 9780804843942.
- Luo, Guanzhong (2014). The Three Kingdoms. 3. English translation by Yu Sumei, Edited by Ronald C. Iverson. Singapore: Tuttle Publishing. ISBN 9780804843959.
- Parker, Geoffrey (2013). Global Crisis: War, Climate and Catastrophe in the Seventeenth Century (illustrated изд.). Yale University Press. ISBN 9780300189193.
- Swope, Kenneth M. (2014). The Military Collapse of China's Ming Dynasty, 1618–44 (illustrated изд.). Routledge. стр. 16. ISBN 9781134462094.
- Mair, Victor H.; Chen, Sanping; Wood, Frances (2013). Chinese Lives: The People Who Made a Civilization (illustrated изд.). Thames & Hudson. ISBN 9780500771471.